# Arsen(III)-selenid
Arsen(III)-selenid (As2Se3) ist ein Selenid gebildet aus den beiden chemischen Elementen Arsen und Selen.

## Gewinnung und Darstellung
Arsen(III)-selenid kann durch Reaktion der Elemente im Vakuum bei Temperaturen über 200 °C gewonnen werden.
{\displaystyle \mathrm {2\ As+3\ Se\longrightarrow As_{2}Se_{3}} }

## Eigenschaften
Arsen(III)-selenid ist ein schwarzglänzendes sprödes Granulat oder blättriges Pulver, das praktisch unlöslich in Wasser ist. Es ist instabil bei erhöhter Temperatur. Infolge leichter Oxidierbarkeit muss stets mit der Anwesenheit von Arsen- und Selenoxid gerechnet werden. Der Schmelzpunkt der amorphen Substanz unter Luftausschluss liegt bei 360 °C. Arsen(III)-selenid besitzt eine monokline Kristallstruktur mit der Raumgruppe P21/n (Raumgruppen-Nr. 14, Stellung 2). Es existiert jedoch noch zwei Hochdruckmodifikationen, wobei die zuerst entstehende eine monokline Kristallstruktur  mit der Raumgruppe C2/m (Raumgruppen-Nr. 12) besitzt.

## Verwendung
Anwendung findet Arsentriselenid als lichtempfindliche Beschichtung und als Photoleiter an der Oberfläche der Transfertrommel bei Geräten der Elektrofotografie wie Kopiergeräten und Laserdruckern. Arsenselenid wird als Chalcogenidglas für Infrarotoptiken verwendet, da es Licht mit Wellenlängen zwischen 870 nm und 17.200 nm überträgt.